# Агора (скульптура)
Агора (англ. Agora) — инсталляция из 106 безголовых и безруких железных скульптур в южной части Грант-парка в Чикаго. Создана польским скульптором Магдаленой Абаканович и изготовлена на литейном заводе недалеко от Познани в 2004—2006 годах. В 2006 году Управление парками Чикаго получило работу от Министерства культуры Польши и привезло её в Чикаго. Подобные инсталляции установлены во всём мире, среди них «Агора» является одной из крупнейших.

## История и описание
Чикаго, где проживает большое польско-американское сообщество, планировал установить у себя крупную работу Магдалены Абаканович за несколько лет до Агоры. Рассматривали, но не реализовали, установку скульптуры «большой руки» в конце пешеходного моста British Petroleum и фигур животных около гавани улицы Монро. Агору предлагали разместить в Музейном кампусе Чикаго. Мэр Чикаго Ричард Дейли в конечном итоге выбрал местом инсталляции южную часть Грант-парка, недалеко от Рузвельт-роуд. К 2006 году частные спонсоры, в том числе актёр Робин Уильямс, пожертвовали более 700 000 $ на установку работы в Чикаго.
Высота фигур составляет 2,7 м, вес — около 820 кг. Каждая сделана из полого бесшовного куска железа, фигурам дали проржаветь, что придало им красноватый цвет и текстуру, напоминающую кору. Фигуры, кажется, бродят в толпе; некоторые смотрят друг на друга, другие смотрят в сторону. По замыслу автора, посетители ходят среди скульптур и рассматривают работу.
Название «Агора» означает место народных собраний в древнегреческих городах-государствах. Магдалена Абаканович, выросшая во время Второй мировой войны, сказала, что её искусство опирается на её страх перед толпами людей, которые она когда-то описала как «безмозглые организмы, действующие по команде, поклоняющиеся по команде и ненавидящие по команде». Тем не менее, работа вдохновила и оптимистические интерпретации. Кевин Нэнс (англ. Kevin Nance) из Chicago Sun-Times писал:
|                                | If they had arms and hands (they don't), these would be clasped behind their backs as if in contemplation. They seem, somehow, to be thinking, not as a group but as individuals. […] It's possible, in fact, to interpret the piece as a representation of democracy. |  | Если бы у них были кисти и руки (у них их нет), они бы сложили их за спиной, словно в созерцании. Они кажутся, почему-то, думающими не как группа, а как отдельные личности». […] На самом деле, работу можно интерпретировать как изображение демократии. |  |
| Кевин Нэнс, Chicago Sun-Times. | |  | |  |

## Критика
Агора получила полярные отзывы от жителей Чикаго. «Я получаю электронные письма от людей, одним она нравится, другие её ненавидят. Промежуточных мнений нет», — сказал Боб О’Нил, президент консультативного совета Грант-парка. Мэр Дейли похвалил работу, сказав: «Вы должны пройти через неё сами и почувствовать дух автора, каждой части этого произведения искусства».